# Гімнастика на літніх Олімпійських іграх 2020 — кваліфікація
У цій статті описано етап кваліфікації на змагання з гімнастики на літніх Олімпійських іграх 2020 року.
Після літніх Олімпійських ігор 2016 року в Ріо система кваліфікації зазнала значного перегляду. Розмір команди в змаганнях зі спортивної гімнастики зменшено з п'яти учасників до чотирьох, але максимум ще два місця доступні учасникам в окремих дисциплінах, в принципі дозволяючи одному або двом спортсменам від Національного олімпійського комітету (НОК) брати участь в окремих дисциплінах.
Подальшим кроком, що пов’язує змагання FIG з Олімпійськими іграми, тепер буде можливість потрапити на Олімпійські ігри на основі сукупного балу, досягнутого за підсумками серії Кубка світу та різних континентальних чемпіонатів зі спортивної гімнастики.

## Розклад
| Спортивна гімнастика | Спортивна гімнастика                      | Спортивна гімнастика                     |
| Турнір | Дата                                      | Місце                                    |
| --- | ----------------------------------------- | ---------------------------------------- |
| чемпіонат світу зі спортивної гімнастики 2018 | 25 жовтня – 3 листопада 2018              | Доха                                     |
| чемпіонат світу зі спортивної гімнастики 2019 | 4–13 жовтня 2019                          | Штутгарт                                 |
| Кубок світу зі спортивної гімнастики - Серія етапів кубка світу 2018 - Серія етапів кубка світу 2019 - Серія етапів кубка світу 2020 - Серія етапів кубка світу 2021 | Упродовж 2018, 2019, 2020 і 2021 років    | Різні                                    |
| Континентальні чемпіонати 2021 - Чемпіонат Європи 2021 - Чемпіонат Азії 2021 - Панамериканський чемпіонат 2021 - Чемпіонат Африки 2021 - Чемпіонат Океанії 2021      | Квітень–Червень 2021                      | Базель N/A Ріо-де-Жанейро Каїр Голд-Кост |
| Художня гімнастика |                                           |                                          |
| Турнір | Дата                                      | Місце                                    |
| Чемпіонат світу з художньої гімнастики 2018 | 10–16 вересня 2018                        | Софія                                    |
| чемпіонат світу з художньої гімнастики 2019 | 16–22 вересня 2019                        | Баку                                     |
| Серія етапів Кубка світу з художньої гімнастики 2021 | 2021                                      | Різні                                    |
| Континентальні чемпіонати 2020–2021 | 2020 і 2021                               | Різні                                    |
| Стрибки на батуті |                                           |                                          |
| Турнір | Дата                                      | Місце                                    |
| Чемпіонат світу зі стрибків на батуті 2019 | 28 листопада – 1 грудня 2019              | Токіо                                    |
| Серія етапів кубка світу зі стрибків на батуті 2019–2021 | З 3 лютого 2019-го по 2021-й (6 турнірів) | Різні                                    |
| Континентальні чемпіонати 2021 | 2021                                      | Різні                                    |

## Підсумки кваліфікації
У таблиці нижче наведено кількість чоловіків та жінок від кожного НОК, що пройшли кваліфікацію на гімнастичні дисципліни на Олімпійських іграх 2020 року.
| Країна                  | Спортивна | Спортивна | Художня       | Художня | Стрибки на батуті | Стрибки на батуті | Загалом |
| Країна                  | Чоловіки  | Жінки     | Індивідуальні | Групові | Чоловіки          | Жінки             | Загалом |
| ----------------------- | --------- | --------- | ------------- | ------- | ----------------- | ----------------- | ------- |
| Албанія (ALB)           | 1         |           |               |         |                   |                   | 1       |
| Аргентина (ARG)         |           | 1         |               |         |                   |                   | 1       |
| Вірменія (ARM)          | 1         |           |               |         |                   |                   | 1       |
| Австралія (AUS)         | 1         | 1         | 1             | 5       | 1                 | 1                 | 10      |
| Австрія (AUT)           |           | 1         |               |         |                   |                   | 1       |
| Азербайджан (AZE)       | 1         | 1         | 1             | 5       |                   |                   | 8       |
| Білорусь (BLR)          | 1         | 1         | 2             | 5       | 1                 |                   | 10      |
| Бельгія (BEL)           |           | 4         |               |         |                   |                   | 4       |
| Бразилія (BRA)          | 5         | 2         |               | 5       |                   |                   | 12      |
| Болгарія (BUL)          | 1         |           | 2             | 5       |                   |                   | 8       |
| Канада (CAN)            | 1         | 4         |               |         |                   | 1                 | 6       |
| Кабо-Верде (CPV)        |           |           | 1             |         |                   |                   | 1       |
| Чилі (CHI)              |           | 1         |               |         |                   |                   | 1       |
| Китай (CHN)             | 5         | 5         |               | 5       | 1                 | 1                 | 17      |
| Колумбія (COL)          |           |           |               |         | 1                 |                   | 1       |
| Коста-Рика (CRC)        |           | 1         |               |         |                   |                   | 1       |
| Хорватія (CRO)          | 1         | 1         |               |         |                   |                   | 2       |
| Куба (CUB)              | 1         | 1         |               |         |                   |                   | 2       |
| Кіпр (CYP)              | 1         |           |               |         |                   |                   | 1       |
| Чехія (CZE)             |           | 1         |               |         |                   |                   | 1       |
| Єгипет (EGY)            | 1         | 2         | 1             | 5       | 1                 | 1                 | 11      |
| Франція (FRA)           | 3         | 4         |               |         | 1                 | 1                 | 9       |
| Грузія (GEO)            |           |           | 1             |         |                   |                   | 1       |
| Німеччина (GER)         | 4         | 4         |               |         |                   |                   | 8       |
| Велика Британія (GBR)   | 4         | 4         |               |         |                   | 2                 | 10      |
| Гонконг (HKG)           | 1         |           |               |         |                   |                   | 1       |
| Угорщина (HUN)          |           | 1         | 1             |         |                   |                   | 1       |
| Індія (IND)             |           | 1         |               |         |                   |                   | 1       |
| Ірландія (IRL)          | 1         | 1         |               |         |                   |                   | 2       |
| Ізраїль (ISR)           | 2         | 1         | 2             | 5       |                   |                   | 10      |
| Італія (ITA)            | 2         | 4         | 2             | 5       |                   |                   | 13      |
| Ямайка (JAM)            |           | 1         |               |         |                   |                   | 1       |
| Японія (JPN)            | 5         | 5         | 2             | 5       | 1                 | 1                 | 19      |
| Казахстан (KAZ)         | 1         |           |               |         |                   |                   | 1       |
| Литва (LTU)             | 1         |           |               |         |                   |                   | 1       |
| Малайзія (MAS)          | 1         | 1         |               |         |                   |                   | 2       |
| Мексика (MEX)           | 1         | 1         | 1             |         |                   |                   | 3       |
| Нідерланди (NED)        | 1         | 4         |               |         |                   |                   | 5       |
| Нігерія (NGR)           | 1         |           |               |         |                   |                   | 1       |
| Північна Корея (PRK)    |           | 1         |               |         |                   |                   | 1       |
| Норвегія (NOR)          | 1         | 1         |               |         |                   |                   | 2       |
| Перу (PER)              |           | 1         |               |         |                   |                   | 1       |
| Філіппіни (PHI)         | 1         |           |               |         |                   |                   | 1       |
| Польща (POL)            |           | 1         |               |         |                   |                   | 1       |
| Португалія (POR)        |           | 1         |               |         |                   |                   | 1       |
| Румунія (ROU)           | 1         | 2         |               |         |                   |                   | 3       |
| Росія (RUS)             | 6         | 6         | 2             | 5       | 1                 | 1                 | 21      |
| Сінгапур (SGP)          |           | 1         |               |         |                   |                   | 1       |
| Словаччина (SVK)        |           | 1         |               |         |                   |                   | 1       |
| Словенія (SLO)          |           |           | 1             |         |                   |                   | 1       |
| ПАР (RSA)               |           | 2         |               |         |                   |                   | 2       |
| Південна Корея (KOR)    | 4         | 2         |               |         |                   |                   | 6       |
| Іспанія (ESP)           | 4         | 4         |               |         |                   | 1                 | 9       |
| Шрі-Ланка (SRI)         |           | 1         |               |         |                   |                   | 1       |
| Швеція (SWE)            | 1         | 1         |               |         |                   |                   | 2       |
| Швейцарія (SUI)         | 4         | 1         |               |         |                   |                   | 5       |
| Китайський Тайбей (TPE) | 4         | 1         |               |         |                   |                   | 5       |
| Туреччина (TUR)         | 4         | 1         |               |         |                   |                   | 5       |
| Україна (UKR)           | 4         | 1         | 2             | 5       |                   |                   | 12      |
| США (USA)               | 5         | 6         | 2             | 5       | 1                 |                   | 19      |
| Узбекистан (UZB)        | 1         | 1         | 1             |         |                   |                   | 3       |
| В'єтнам (VIE)           | 2         |           |               |         |                   |                   | 2       |
| Загалом: 62 НОК         | 86        | 90        | 25            | 55      | 9                 | 9                 | 261     |

## Спортивна гімнастика

### Чоловічі змагання
Квоти в командній першості
| Дисципліна                                    | Критерій                                                              | Національні збірні, що кваліфікувались |
| --------------------------------------------- | --------------------------------------------------------------------- | --- |
| Команди з чотирьох                            |                                                                       | |
| чемпіонат світу зі спортивної гімнастики 2018 | Команди, що посіли 1–3 місця                                          | Китай (CHN) Росія (RUS) Японія (JPN) |
| чемпіонат світу зі спортивної гімнастики 2019 | Команди, що посіли 1–9 місця (серед команд, що ще не кваліфікувались) | Україна (UKR) Велика Британія (GBR) Швейцарія (SUI) США (USA) Китайський Тайбей (TPE) Південна Корея (KOR) Бразилія (BRA) Іспанія (ESP) Німеччина (GER) |
| Загалом                                       | Загалом                                                               | 48 (12 команд по 4 гімнасти) |

Індивідуальні квоти
| Турнір                                                                                     | Критерій                         | Гімнаст, що кваліфікувався |
| ------------------------------------------------------------------------------------------ | -------------------------------- | --- |
| Чемпіонат світу зі спортивної гімнастики 2019 (1 квота на НОК)                             | Багатоборство                    | Карлос Юло (PHI) Манріке Лардует (CUB) Людовіко Едаллі (ITA) Мілад Карімі (KAZ) Лорі Фраска (FRA) Роберт Творогал (LTU) Олександр Шатілов (ISR) Ферхат Арікан (TUR) Артур Давтян (ARM) Девід Гаддлстон (BUL) Барт Деурлоо (NED) Даніель Корраль (MEX) |
| Чемпіонат світу зі спортивної гімнастики 2019 (макс. 3 квоти на НОК на всі вправи)         | Вільні вправи                    | Артем Долгопят (ISR) |
| Чемпіонат світу зі спортивної гімнастики 2019 (макс. 3 квоти на НОК на всі вправи)         | Кінь                             | Ріс Мак-Кленаган (IRL) Сіріл Томмасон (FRA) |
| Чемпіонат світу зі спортивної гімнастики 2019 (макс. 3 квоти на НОК на всі вправи)         | Кільця                           | Ібрагім Чолак (TUR) Марко Лодадіо (ITA) Самір Аїт Саїд (FRA) |
| Чемпіонат світу зі спортивної гімнастики 2019 (макс. 3 квоти на НОК на всі вправи)         | Опорний стрибок                  | Шек Вай Хун (HKG) Lê Thanh Tùng (VIE) Маріан Драгулеску (ROU) |
| Чемпіонат світу зі спортивної гімнастики 2019 (макс. 3 квоти на НОК на всі вправи)         | Паралельні бруси                 | Ахмет Ондер (TUR) |
| Чемпіонат світу зі спортивної гімнастики 2019 (макс. 3 квоти на НОК на всі вправи)         | Перекладина                      | Тін Србич (CRO) Тайсон Бул (AUS) |
| Серія етапів Кубка світу зі спортивної гімнастики 2018–2020 (1 квота на НОК на всі вправи) | Вільні вправи                    | 1 гімнаст |
| Серія етапів Кубка світу зі спортивної гімнастики 2018–2020 (1 квота на НОК на всі вправи) | Кінь                             | 1 гімнаст |
| Серія етапів Кубка світу зі спортивної гімнастики 2018–2020 (1 квота на НОК на всі вправи) | Кільця                           | 1 гімнаст |
| Серія етапів Кубка світу зі спортивної гімнастики 2018–2020 (1 квота на НОК на всі вправи) | Опорний стрибок                  | 1 гімнаст |
| Серія етапів Кубка світу зі спортивної гімнастики 2018–2020 (1 квота на НОК на всі вправи) | Паралельні бруси                 | 1 гімнаст |
| Серія етапів Кубка світу зі спортивної гімнастики 2018–2020 (1 квота на НОК на всі вправи) | Перекладина                      | 1 гімнаст |
| Серія етапів Кубка світу зі спортивної гімнастики 2020 в багатоборстві (1 квота на НОК)    | Багатоборство                    | Росія (RUS) Китай (CHN) Японія (JPN) |
| Континентальні чемпіонати 2020 (1 квота на НОК; кваліфікація в багатоборстві)              | Африка                           | Омар Мохамед (EGY) Уче Еке (NGR) |
| Континентальні чемпіонати 2020 (1 квота на НОК; кваліфікація в багатоборстві)              | Азія                             | Đinh Phương Thành (VIE) Loo Phay Xing (MAS) |
| Континентальні чемпіонати 2020 (1 квота на НОК; кваліфікація в багатоборстві)              | Америка                          | США (USA) Бразилія (BRA) |
| Континентальні чемпіонати 2020 (1 квота на НОК; кваліфікація в багатоборстві)              | Європа                           | Росія (RUS) Адем Азіл (TUR) |
| Континентальні чемпіонати 2020 (1 квота на НОК; кваліфікація в багатоборстві)              | Океанія                          | Михайло Кудінов (NZL) |
| Резервні квоти                                                                             | Країна-господарка                | Країна-господарка кваліфікувалась вище |
| Резервні квоти                                                                             | Запрошення тристоронньої комісії | Матвій Петров (ALB) |
| Чемпіонат світу зі спортивної гімнастики 2019 (перерозподіл)                               | Багатоборство                    | Рене Курнуає (CAN) Расулджон Аблурахімов (UZB) Маріос Георгіу (CYP) Іван Тихонов (AZE) Давід Румбутіс (SWE) Андрій Лиховицький (BLR) Софус Геґґемснес (NOR)                                                                                           |
| Загалом                                                                                    | Загалом                          | 50 |

### Жіночі змагання
Квоти в командній першості
| Дисципліна                                    | Критерій                                                              | Національні збірні, що кваліфікувались                                                                                                  |
| --------------------------------------------- | --------------------------------------------------------------------- | --- |
| Команди з чотирьох                            |                                                                       | |
| чемпіонат світу зі спортивної гімнастики 2018 | Команди, що посіли 1–3 місця                                          | США (USA) Росія (RUS) Китай (CHN) |
| чемпіонат світу зі спортивної гімнастики 2019 | Команди, що посіли 1–9 місця (серед команд, що ще не кваліфікувались) | Франція (FRA) Канада (CAN) Нідерланди (NED) Велика Британія (GBR) Італія (ITA) Німеччина (GER) Бельгія (BEL) Японія (JPN) Іспанія (ESP) |
| Загалом                                       | Загалом                                                               | 48 (12 команд з 4-х) |

Індивідуальні квоти
| Дисципліна                                                                                 | Критерій                         | Гімнаст, що кваліфікувався |
| ------------------------------------------------------------------------------------------ | -------------------------------- | --- |
| Чемпіонат світу зі спортивної гімнастики 2019 (1 квота на НОК)                             | Багатоборство                    | Флавія Сарайва (BRA) Джулія Штайнгрубер (SUI) Джорджия Ґодвін (AUS) Варінська Діана Євгенівна (UKR) Лі Юн Со (KOR) Софія Ковач (HUN) Мартіна Домінічі (ARG) Алекса Морено (MEX) Данусія Френсіс (JAM) Кім Су Йонг (PRK) Анета Голасова (CZE) Марсія Відьйо (CUB) Марія Холбуре (ROU) Еліза Геммерле (AUT) Анастасія Алістратова (BLR) Фара Анн Абдуль Хаді (MAS) Манді Мохамед (EGY) Назли Савранбаши (TUR) Барбора Мокосова (SVK) Ана Філіпа Мартінс (POR) |
| Чемпіонат світу зі спортивної гімнастики 2019 (макс. 3 квоти на НОК на всі вправи)         | Вільні вправи                    | — |
| Чемпіонат світу зі спортивної гімнастики 2019 (макс. 3 квоти на НОК на всі вправи)         | Опорний стрибок                  | Йо Ср Чон (KOR) |
| Чемпіонат світу зі спортивної гімнастики 2019 (макс. 3 квоти на НОК на всі вправи)         | Різновисокі бруси                | — |
| Чемпіонат світу зі спортивної гімнастики 2019 (макс. 3 квоти на НОК на всі вправи)         | Колода                           | — |
| Серія етапів Кубка світу зі спортивної гімнастики 2018–2020 (1 квота на НОК на всі вправи) | Опорний стрибок                  | Джейд Кері (USA) |
| Серія етапів Кубка світу зі спортивної гімнастики 2018–2020 (1 квота на НОК на всі вправи) | Різновисокі бруси                | 1 гімнаст |
| Серія етапів Кубка світу зі спортивної гімнастики 2018–2020 (1 квота на НОК на всі вправи) | Колода                           | 1 гімнаст |
| Серія етапів Кубка світу зі спортивної гімнастики 2018–2020 (1 квота на НОК на всі вправи) | Вільні вправи                    | 1 гімнаст |
| Серія етапів Кубка світу зі спортивної гімнастики 2020 в багатоборстві (1 квота на НОК)    | Багатоборство                    | США (USA) Китай (CHN) Росія (RUS) |
| Континентальні чемпіонати 2020 (1 квота на НОК; кваліфікація в багатоборстві)              | Африка                           | Зейна Ібрагім (EGY) Навен Даріс (RSA) |
| Континентальні чемпіонати 2020 (1 квота на НОК; кваліфікація в багатоборстві)              | Азія                             | Мілка Гехані (SRI) Пранаті Наяк (IND) |
| Континентальні чемпіонати 2020 (1 квота на НОК; кваліфікація в багатоборстві)              | Америка                          | Ребека Андраде (BRA) Лусіана Альварадо (CRC) |
| Континентальні чемпіонати 2020 (1 квота на НОК; кваліфікація в багатоборстві)              | Європа                           | Росія (RUS) Ларіса Йордаке (ROU) |
| Континентальні чемпіонати 2020 (1 квота на НОК; кваліфікація в багатоборстві)              | Океанія                          | Емілі Вайтгед (AUS) |
| Резервні квоти                                                                             | Країна-господарка                | Країна-господарка кваліфікувалась вище |
| Резервні квоти                                                                             | Запрошення тристоронньої комісії | |
| Чемпіонат світу зі спортивної гімнастики 2019 (перерозподіл)                               | Багатоборство                    | Ана Джерек (CRO) Кейтлін Роскрантз (RSA) Юнна Адлертеґ (SWE) Габріела Янік (POL) Сімона Кастро (CHI) Ліхі Рац (ISR) Julie Erichsen (NOR) Аріана Оррего (PER) Чусовітіна Оксана Олександрівна (UZB) Ting Hua-tien (TPE) Марина Некрасова (AZE) Sze En Tan (SGP) Меґан Раян (IRL) |
| Загалом                                                                                    | Загалом                          | 50 |

## Художня гімнастика

### Особиста абсолютна першість
| Дисципліна                                                                    | Критерій                         | НОК, що кваліфікувався |
| ----------------------------------------------------------------------------- | -------------------------------- | --- |
| чемпіонат світу з художньої гімнастики 2019 Квоти 1–16 (макс. 2 на НОК)       | Багатоборство                    | Азербайджан (AZE) Білорусь (BLR) Білорусь (BLR) Болгарія (BUL) Болгарія (BUL) Ізраїль (ISR) Ізраїль (ISR) Італія (ITA) Італія (ITA) Японія (JPN) Росія (RUS) Росія (RUS) Україна (UKR) Україна (UKR) США (USA) США (USA) |
| Серія етапів Кубка світу з художньої гімнастики 2021 Перші 3 (макс. 1 на НОК) | Багатоборство                    | Катерина Вєдєнєєва (SLO) Сабіна Ташкенбаєва (UZB) Тісакі Ойва (JPN) |
| Континентальні чемпіонати 2021 All-around (макс. 1 на НОК)                    | Африка                           | Хабіба Марзук (EGY) |
| Континентальні чемпіонати 2021 All-around (макс. 1 на НОК)                    | Азія                             | Аліна Аділханова (KAZ) |
| Континентальні чемпіонати 2021 All-around (макс. 1 на НОК)                    | Америка                          | Рут Кастільо (MEX) |
| Континентальні чемпіонати 2021 All-around (макс. 1 на НОК)                    | Європа                           | Фанні Пігніцкі (HUN) |
| Континентальні чемпіонати 2021 All-around (макс. 1 на НОК)                    | Oceania                          | Лідія Яковлева (AUS) |
| Запрошення виконавчого комітету FIG                                           | Країна-господарка                | Країна-господарка кваліфікувалась вище |
| Запрошення виконавчого комітету FIG                                           | Запрошення тристоронньої комісії | Марсія Лопес (CPV) |
| Чемпіонат світу з художньої гімнастики 2019 (перерозподіл)                    | Багатоборство                    | Саломе Пажава (GEO) |
| Загалом                                                                       | Загалом                          | 25 |

### Групові вправи
| Дисципліна                                                               | Критерій          | Команда, що кваліфікувалась                                             |
| ------------------------------------------------------------------------ | ----------------- | ----------------------------------------------------------------------- |
| Чемпіонат світу з художньої гімнастики 2018 Команди, що посіли 1–3 місця | Багатоборство     | Росія (RUS) Італія (ITA) Болгарія (BUL)                                 |
| Чемпіонат світу з художньої гімнастики 2019 Команди, що посіли 1–5 місця | Багатоборство     | Японія (JPN) Білорусь (BLR) Ізраїль (ISR) Китай (CHN) Азербайджан (AZE) |
| Континентальні чемпіонати 2020 Багатоборство (1 на континент)            | Африка            | Єгипет (EGY)                                                            |
| Континентальні чемпіонати 2020 Багатоборство (1 на континент)            | Азія              | Узбекистан (UZB)                                                        |
| Континентальні чемпіонати 2020 Багатоборство (1 на континент)            | Америка           | Бразилія (BRA)                                                          |
| Континентальні чемпіонати 2020 Багатоборство (1 на континент)            | Європа            | Україна (UKR)                                                           |
| Континентальні чемпіонати 2020 Багатоборство (1 на континент)            | Океанія           | Австралія (AUS)                                                         |
| Запрошення виконавчого комітету FIG                                      | Країна-господарка | Країна-господарка кваліфікувалась вище                                  |
| Чемпіонат світу з художньої гімнастики 2019 (перерозподіл)               | Багатоборство     | США (USA)                                                               |
| Загалом                                                                  | Загалом           | 14                                                                      |

## Стрибки на батуті

### Чоловічі змагання
| Дисципліна                                 | Критерій                              | Квоти | НОК, що кваліфікувався                                            | НОК, що кваліфікувався                                            |
| ------------------------------------------ | ------------------------------------- | ----- | ----------------------------------------------------------------- | ----------------------------------------------------------------- |
| Чемпіонат світу зі стрибків на батуті 2019 | Посіли перші 8 місць (макс. 1 на НОК) | 5     | Китай (CHN) Білорусь (BLR) Росія (RUS) Франція (FRA) Японія (JPN) | Китай (CHN) Білорусь (BLR) Росія (RUS) Франція (FRA) Японія (JPN) |
| Континентальні чемпіонати 2021             | 1 на континент                        | 0     | Європа                                                            | Невикористана                                                     |
| Континентальні чемпіонати 2021             | 1 на континент                        | 0     | Азія                                                              | Невикористана                                                     |
| Континентальні чемпіонати 2021             | 1 на континент                        | 1     | Африка                                                            | Єгипет (EGY)                                                      |
| Континентальні чемпіонати 2021             | 1 на континент                        | 1     | Океанія                                                           | Австралія (AUS)                                                   |
| Континентальні чемпіонати 2021             | 1 на континент                        | 1     | Америка                                                           | Колумбія (COL)                                                    |
| Серії етапів Кубка світу 2019–2020         | Кваліфікувалось до 14 гімнастів       | 8     |                                                                   |                                                                   |
| Країна-господарка                          | Н/Д                                   | 0     | 0–1 гімнастів                                                     | 0–1 гімнастів                                                     |
| Запрошення тристоронньої комісії           | Н/Д                                   | 0     | 0–1 гімнастів                                                     | 0–1 гімнастів                                                     |
| Загалом                                    | Загалом                               | 16    | 16                                                                | 16                                                                |

- І квоту країни-господарки, і квоту тристоронньої комісії перерозподілено, бо Японія вже кваліфікувалась, а в Чемпіонаті світу 2019 не брали участь країни, що могли б отримати квоту тристоронньої комісії.

### Жіночі змагання
| Дисципліна                                               | Критерій                              | Квоти | НОК, що кваліфікувався                                                                                     | НОК, що кваліфікувався                                                                                     |
| -------------------------------------------------------- | ------------------------------------- | ----- | --- | --- |
| Чемпіонат світу зі стрибків на батуті 2019               | Посіли перші 8 місць (макс. 1 на НОК) | 6     | Китай (CHN) Японія (JPN) Велика Британія (GBR) Канада (CAN) Франція (FRA) Олімпійський комітет Росії (ROC) | Китай (CHN) Японія (JPN) Велика Британія (GBR) Канада (CAN) Франція (FRA) Олімпійський комітет Росії (ROC) |
| Континентальні чемпіонати 2021                           | 1 на континент                        | 0     | Європа | Не використана                                                                                             |
| Континентальні чемпіонати 2021                           | 1 на континент                        | 0     | Азія | Не використана                                                                                             |
| Континентальні чемпіонати 2021                           | 1 на континент                        | 1     | Африка | Єгипет (EGY)                                                                                               |
| Континентальні чемпіонати 2021                           | 1 на континент                        | 1     | Океанія | Австралія (AUS)                                                                                            |
| Континентальні чемпіонати 2021                           | 1 на континент                        | 0     | Америка | Не використана                                                                                             |
| Серія етапів Кубка світу зі стрибків на батуті 2019–2020 | Кваліфікувалось до 14 гімнасток       | 8     | | |
| Країна-господарка                                        | Н/Д                                   | 0     | 0–1 гімнастів                                                                                              | 0–1 гімнастів                                                                                              |
| Запрошення тристоронньої комісії                         | Н/Д                                   | 0     | 0–1 гімнастів                                                                                              | 0–1 гімнастів                                                                                              |
| Загалом                                                  | Загалом                               | 16    | 16 | 16 |